# Ochosternus zealandicus
Ochosternus zealandicus là một loài bọ cánh cứng trong họ Elateridae. Loài này được White miêu tả khoa học năm 1846.